# Malans (Grisons)
Malans és un municipi del cantó dels Grisons (Suïssa), situat al districte de Landquart.

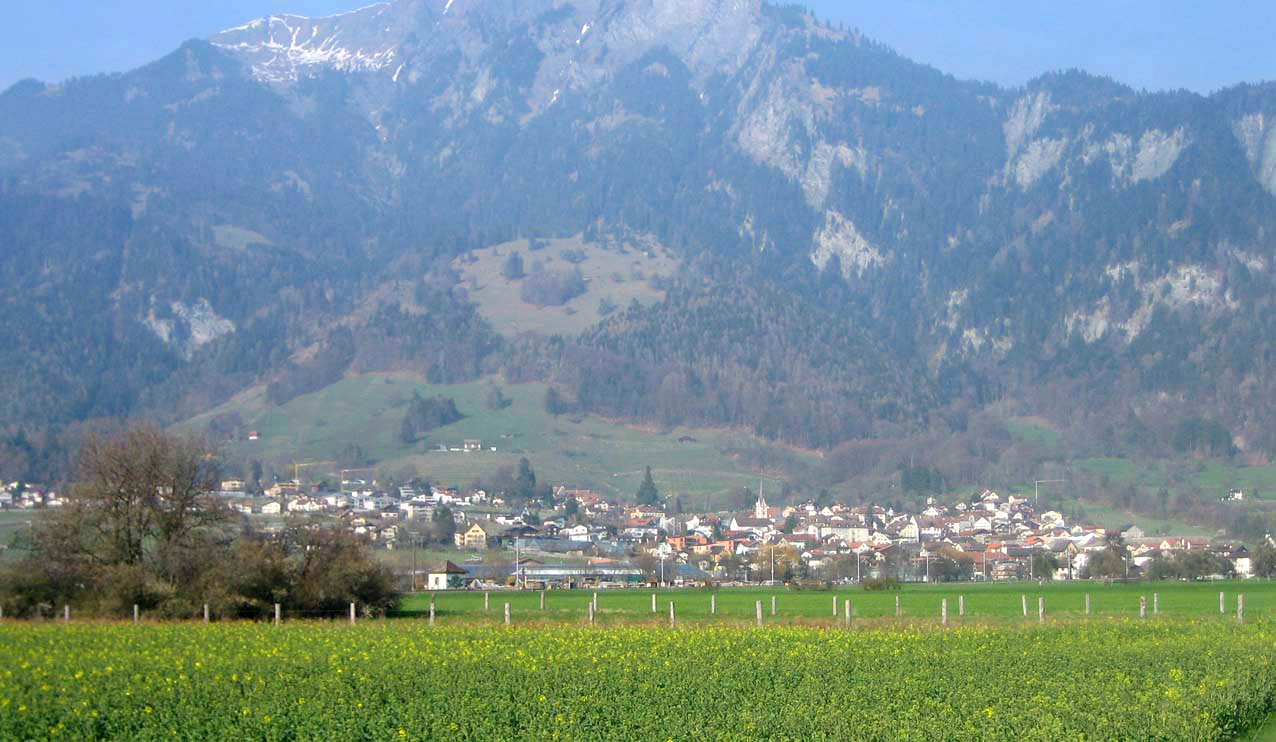
Vista general